# Светски куп у алпском скијању 2013/14.
Четрдесет осма сезона Светског купа у алпском скијању почела је 26. октобра 2013. у Зелдену у Аустрији, а завршена је 16. марта 2014. у Ленцерхајду у Швајцарској. Аустријанац Марсел Хиршер је трећи пут узастопно освојио титулу у укупном поретку, док је његова сународница Ана Фенингер била најбоља у женској конкуренцији.

## Календар такмичења

### Легенда
| СП | Спуст            |
| СВ | Супервелеслалом  |
| ВС | Велеслалом       |
| СЛ | Слалом           |
| ПС | Паралелни слалом |
| К  | Комбинација      |

## Мушкарци
| Датум                                                      | Место        | Дисциплина | Првопласирани                                                | Другопласирани                                               | Трећепласирани                                               | Детаљи                                                       |
| ---------------------------------------------------------- | ------------ | ---------- | ------------------------------------------------------------ | ------------------------------------------------------------ | ------------------------------------------------------------ | ------------------------------------------------------------ |
| 27. октобар 2013.                                          | Зелден       | ВС         | Тед Лигети                                                   | Алекси Пентиро                                               | Марсел Хиршер                                                |                                                              |
| 17. новембар 2013.                                         | Леви         | СЛ         | Марсел Хиршер                                                | Марио Мат                                                    | Хенрик Кристоферсен                                          |                                                              |
| 30. новембар 2013.                                         | Лејк Луиз    | СП         | Доминик Парис                                                | Клаус Крел                                                   | Адријан Тео                                                  |                                                              |
| 1. децембар 2013.                                          | Лејк Луиз    | СВ         | Аксел Лунд Свиндал                                           | Матијас Мајер                                                | Георг Штрајтбергер                                           |                                                              |
| 6. децембар 2013.                                          | Бивер Крик   | СП         | Аксел Лунд Свиндал                                           | Ханес Рајхелт                                                | Петер Фил                                                    |                                                              |
| 7. децембар 2013.                                          | Бивер Крик   | СВ         | Патрик Кинг                                                  | Отмар Штридингер                                             | Петер Фил Ханес Рајхелт                                      |                                                              |
| 8. децембар 2013.                                          | Бивер Крик   | ВС         | Тед Лигети                                                   | Боди Милер                                                   | Марсел Хиршер                                                |                                                              |
| 14. децембар 2013.                                         | Вал д'Изер   | ВС         | Марсел Хиршер                                                | Тома Фанара                                                  | Штефан Луиц                                                  |                                                              |
| 15. децембар 2013.                                         | Вал д'Изер   | СЛ         | Марио Мат                                                    | Матијас Харгин                                               | Патрик Талер                                                 |                                                              |
| 20. децембар 2013.                                         | Вал Гардена  | СВ         | Аксел Лунд Свиндал                                           | Јан Худек                                                    | Адријан Тео                                                  |                                                              |
| 21. децембар 2013.                                         | Вал Гардена  | СП         | Ерик Геј                                                     | Ћетил Јансруд                                                | Жоан Кларе                                                   |                                                              |
| 22. децембар 2013.                                         | Алта Бадија  | ВС         | Марсел Хиршер                                                | Алекси Пентиро                                               | Тед Лигети                                                   |                                                              |
| 29. децембар 2013.                                         | Бормио       | СП         | Аксел Лунд Свиндал                                           | Ханес Рајхелт                                                | Ерик Геј                                                     |                                                              |
| 1. јануар 2014.                                            | Минхен       | ПС         | Отказано због топлог времена; такмичење није одржано         | Отказано због топлог времена; такмичење није одржано         | Отказано због топлог времена; такмичење није одржано         | Отказано због топлог времена; такмичење није одржано         |
| 6. јануар 2014.                                            | Загреб       | СЛ         | Отказано због топлог времена; такмичење је одржано у Бормију | Отказано због топлог времена; такмичење је одржано у Бормију | Отказано због топлог времена; такмичење је одржано у Бормију | Отказано због топлог времена; такмичење је одржано у Бормију |
| 6. јануар 2014.                                            | Бормио       | СЛ         | Феликс Нојројтер                                             | Марсел Хиршер                                                | Манфред Мелг                                                 |                                                              |
| 11. јануар 2014.                                           | Аделбоден    | ВС         | Феликс Нојројтер                                             | Тома Фанара                                                  | Марсел Хиршер                                                |                                                              |
| 12. јануар 2014.                                           | Аделбоден    | СЛ         | Марсел Хиршер                                                | Андре Мирер                                                  | Хенрик Кристоферсен                                          |                                                              |
| 17. јануар 2014.                                           | Венген       | К          | Тед Лигети                                                   | Алекси Пентиро                                               | Натко Зрнчић-Дим                                             |                                                              |
| 18. јануар 2014.                                           | Венген       | СП         | Патрик Кинг                                                  | Ханес Рајхелт                                                | Аксел Лунд Свиндал                                           |                                                              |
| 19. јануар 2014.                                           | Венген       | СЛ         | Алекси Пентиро                                               | Феликс Нојројтер                                             | Марсел Хиршер                                                |                                                              |
| 24. јануар 2014.                                           | Кицбил       | СЛ         | Феликс Нојројтер                                             | Хенрик Кристоферсен                                          | Патрик Талер                                                 |                                                              |
| 24. јануар 2014.                                           | Кицбил       | СП         | Ханес Рајхелт                                                | Аксел Лунд Свиндал                                           | Боди Милер                                                   |                                                              |
| 26. јануар 2014.                                           | Кицбил       | СВ         | Дидје Дефаго                                                 | Боди Милер                                                   | Аксел Лунд Свиндал                                           |                                                              |
| 26. јануар 2014.                                           | Кицбил       | К          | Алекси Пентиро                                               | Тед Лигети                                                   | Марсел Хиршер                                                |                                                              |
| 28. јануар 2014.                                           | Шладминг     | СЛ         | Хенрик Кристоферсен                                          | Марсел Хиршер                                                | Феликс Нојројтер                                             |                                                              |
| 1. фебруар 2014.                                           | Санкт Мориц  | СП         | Отказано због густе магле; такмичење је одржано у Квитфјелу  | Отказано због густе магле; такмичење је одржано у Квитфјелу  | Отказано због густе магле; такмичење је одржано у Квитфјелу  | Отказано због густе магле; такмичење је одржано у Квитфјелу  |
| 2. фебруар 2014.                                           | Санкт Мориц  | ВС         | Тед Лигети                                                   | Марсел Хиршер                                                | Алекси Пентиро                                               |                                                              |
| Зимске олимпијске игре 2014. (од 7. до 23. фебруара 2014.) |              |            |                                                              |                                                              |                                                              |                                                              |
| 28. фебруар 2014.                                          | Квитфјел     | СП         | Ћетил Јансруд Георг Штрајтбергер                             | —                                                            | Травис Ганонг                                                |                                                              |
| 1. март 2014.                                              | Квитфјел     | СП         | Ерик Геј                                                     | Жоан Кларе                                                   | Матијас Мајер                                                |                                                              |
| 2. март 2014.                                              | Квитфјел     | СВ         | Ћетил Јансруд                                                | Патрик Кинг                                                  | Матијас Мајер                                                |                                                              |
| 8. март 2014.                                              | Крањска Гора | ВС         | Тед Лигети                                                   | Бенјамин Рајх                                                | Хенрик Кристоферсен                                          |                                                              |
| 9. март 2014.                                              | Крањска Гора | СЛ         | Феликс Нојројтер                                             | Фриц Допфер                                                  | Хенрик Кристоферсен                                          |                                                              |
| 12. март 2014.                                             | Ленцерхајде  | СП         | Матијас Мајер                                                | Кристоф Инерхофер Тед Лигети                                 | —                                                            |                                                              |
| 13. март 2014.                                             | Ленцерхајде  | СВ         | Алекси Пентиро                                               | Тома Мермијо Блонден                                         | Боди Милер                                                   |                                                              |
| 15. март 2014.                                             | Ленцерхајде  | ВС         | Тед Лигети                                                   | Алекси Пентиро                                               | Феликс Нојројтер                                             |                                                              |
| 16. март 2014.                                             | Ленцерхајде  | СЛ         | Марсел Хиршер                                                | Феликс Нојројтер                                             | Марио Мат                                                    |                                                              |

## Жене
| Датум                                                      | Место            | Дисциплина | Првопласирана                                                        | Другопласирана                                                       | Трећепласирана                                                       | Детаљи                                                               |
| ---------------------------------------------------------- | ---------------- | ---------- | -------------------------------------------------------------------- | -------------------------------------------------------------------- | -------------------------------------------------------------------- | -------------------------------------------------------------------- |
| 26. октобар 2013.                                          | Зелден           | ВС         | Лара Гут                                                             | Катрин Цетел                                                         | Викторија Ребензбург                                                 |                                                                      |
| 16. новембар 2013.                                         | Леви             | СЛ         | Микејла Шифрин                                                       | Марија Хефл-Риш                                                      | Тина Мазе                                                            |                                                                      |
| 29. новембар 2013.                                         | Бивер Крик       | СП         | Лара Гут                                                             | Тина Вајратер                                                        | Елена Фанкини                                                        |                                                                      |
| 30. новембар 2013.                                         | Бивер Крик       | СВ         | Лара Гут                                                             | Ана Фенингер                                                         | Никол Хосп                                                           |                                                                      |
| 1. децембар 2013.                                          | Бивер Крик       | ВС         | Јесика Линдел Викарби                                                | Микејла Шифрин                                                       | Тина Вајратер                                                        |                                                                      |
| 6. децембар 2013.                                          | Лејк Луиз        | СП         | Марија Хефл-Риш                                                      | Маријане Кауфман Абдерхалден                                         | Елена Фанкини                                                        |                                                                      |
| 7. децембар 2013.                                          | Лејк Луиз        | СП         | Марија Хефл-Риш                                                      | Тина Вајратер                                                        | Ана Фенингер                                                         |                                                                      |
| 8. децембар 2013.                                          | Лејк Луиз        | СВ         | Лара Гут                                                             | Тина Вајратер                                                        | Ана Фенингер                                                         |                                                                      |
| 14. децембар 2013.                                         | Санкт Мориц      | СВ         | Тина Вајратер                                                        | Кајса Клинг                                                          | Ана Фенингер                                                         |                                                                      |
| 15. децембар 2013.                                         | Санкт Мориц      | ВС         | Теса Ворли                                                           | Јесика Линдел Викарби                                                | Тина Мазе                                                            |                                                                      |
| 17. децембар 2013.                                         | Куршевел         | СЛ         | Марлис Шилд                                                          | Фрида Хансдотер                                                      | Бернадете Шилд                                                       |                                                                      |
| 21. децембар 2013.                                         | Вал д'Изер       | СП         | Маријане Кауфман Абдерхалден                                         | Тина Мазе                                                            | Корнелија Хитер                                                      |                                                                      |
| 22. децембар 2013.                                         | Вал д'Изер       | ВС         | Тина Вајратер                                                        | Лара Гут                                                             | Марија Пијетиле Холмнер                                              |                                                                      |
| 28. децембар 2013.                                         | Лијенц           | ВС         | Ана Фенингер                                                         | Јесика Линдел Викарби                                                | Микејла Шифрин                                                       |                                                                      |
| 29. децембар 2013.                                         | Лијенц           | СЛ         | Марлис Шилд                                                          | Микејла Шифрин                                                       | Марија Хефл-Риш                                                      |                                                                      |
| 1. јануар 2014.                                            | Минхен           | П          | отказано због топлог времена; такмичење неће бити одржано            | отказано због топлог времена; такмичење неће бити одржано            | отказано због топлог времена; такмичење неће бити одржано            | отказано због топлог времена; такмичење неће бити одржано            |
| 4. јануар 2014.                                            | Загреб           | СЛ         | отказано због топлог времена; такмичење је одржано у Бормију         | отказано због топлог времена; такмичење је одржано у Бормију         | отказано због топлог времена; такмичење је одржано у Бормију         | отказано због топлог времена; такмичење је одржано у Бормију         |
| 5. јануар 2014.                                            | Бормио           | СЛ         | Микејла Шифрин                                                       | Марија Пијетиле Холмнер                                              | Настасија Ноенс                                                      |                                                                      |
| 11. јануар 2014.                                           | Алтенмаркт       | СП         | Елизабет Гергл                                                       | Ана Фенингер                                                         | Марија Хефл-Риш                                                      |                                                                      |
| 12. јануар 2014.                                           | Алтенмаркт       | К          | Мари-Мишел Гањо                                                      | Михаела Кирхгасер                                                    | Марија Хефл-Риш                                                      |                                                                      |
| 14. јануар 2014.                                           | Флахау           | СЛ         | Микејла Шифрин                                                       | Фрида Хансдотер                                                      | Марија Пијетиле Холмнер                                              |                                                                      |
| 23. јануар 2014.                                           | Кортина д'Ампецо | СВ         | Елизабет Гергл                                                       | Марија Хефл-Риш                                                      | Никол Хосп                                                           |                                                                      |
| 24. јануар 2014.                                           | Кортина д'Ампецо | СП         | Марија Хефл-Риш                                                      | Тина Вајратер                                                        | Никол Шмидхофер                                                      |                                                                      |
| 25. јануар 2014.                                           | Кортина д'Ампецо | СП         | Тина Мазе                                                            | Маријане Кауфман Абдерхалден                                         | Тина Вајратер                                                        |                                                                      |
| 26. јануар 2014.                                           | Кортина д'Ампецо | СВ         | Лара Гут                                                             | Тина Вајратер                                                        | Марија Хефл-Риш                                                      |                                                                      |
| 1. фебруар 2014.                                           | Крањска Гора     | ВС         | Отказано због обилних снежних падавина. Такмичење је одржано у Ореу. | Отказано због обилних снежних падавина. Такмичење је одржано у Ореу. | Отказано због обилних снежних падавина. Такмичење је одржано у Ореу. | Отказано због обилних снежних падавина. Такмичење је одржано у Ореу. |
| 2. фебруар 2014.                                           | Крањска Гора     | СЛ         | Фрида Хансдотер                                                      | Марлис Шилд                                                          | Бернадете Шилд                                                       |                                                                      |
| Зимске олимпијске игре 2014. (од 7. до 23. фебруара 2014.) |                  |            |                                                                      |                                                                      |                                                                      |                                                                      |
| 1. март 2014.                                              | Кран Монтана     | СП         | Такмичење у спусту је померено за наредни дан.                       | Такмичење у спусту је померено за наредни дан.                       | Такмичење у спусту је померено за наредни дан.                       | Такмичење у спусту је померено за наредни дан.                       |
| 2. март 2014.                                              | Кран Монтана     | СП         | Андреа Фишбахер                                                      | Ана Фенингер                                                         | Тина Мазе                                                            |                                                                      |
| 2. март 2014.                                              | Кран Монтана     | К          | Отказано због такмичења у спусту                                     | Отказано због такмичења у спусту                                     | Отказано због такмичења у спусту                                     | Отказано због такмичења у спусту                                     |
| 6. март 2014.                                              | Оре              | ВС         | Ана Фенингер                                                         | Анемон Мармотан                                                      | Ева-Марија Брем                                                      |                                                                      |
| 7. март 2014.                                              | Оре              | ВС         | Ана Фенингер                                                         | Викторија Ребензбург                                                 | Јесика Линдел Викарби                                                |                                                                      |
| 8. март 2014.                                              | Оре              | СЛ         | Микејла Шифрин                                                       | Марија Пијетиле Холмнер                                              | Ана Свен Ларсон                                                      |                                                                      |
| 12. март 2014.                                             | Ленцерхајде      | СП         | Лара Гут                                                             | Елизабет Гергл                                                       | Френци Ауфденблатен                                                  |                                                                      |
| 13. март 2014.                                             | Ленцерхајде      | СВ         | Лара Гут                                                             | Ана Фенингер                                                         | Тина Мазе                                                            |                                                                      |
| 15. март 2014.                                             | Ленцерхајде      | СЛ         | Микејла Шифрин                                                       | Фрида Хансдотер                                                      | Марлис Шилд                                                          |                                                                      |
| 16. март 2014.                                             | Ленцерхајде      | ВС         | Ана Фенингер                                                         | Ева-Марија Брем                                                      | Јесика Линдел Викарби                                                |                                                                      |

## Поредак – мушкарци
| Поз. | Такмичар           | Број бодова |
| ---- | ------------------ | ----------- |
| 1.   | Марсел Хиршер      | 1222        |
| 2.   | Аксел Лунд Свиндал | 1091        |
| 3.   | Алекси Пентиро     | 1028        |
| 4.   | Тед Лигети         | 991         |
| 5.   | Феликс Нојројтер   | 813         |

| Поз. | Такмичар           | Број бодова |
| ---- | ------------------ | ----------- |
| 1.   | Аксел Лунд Свиндал | 570         |
| 2.   | Ханес Рајхелт      | 360         |
| 3.   | Ерик Геј           | 357         |
| 4.   | Ћетил Јансруд      | 328         |
| 5.   | Матијас Мајер      | 307         |
| 5.   | Патрик Кинг        | 307         |

| Поз. | Такмичар           | Број бодова |
| ---- | ------------------ | ----------- |
| 1.   | Аксел Лунд Свиндал | 346         |
| 2.   | Ћетил Јансруд      | 259         |
| 3.   | Патрик Кинг        | 255         |
| 4.   | Матијас Мајер      | 236         |
| 5.   | Боди Милер         | 220         |

| Поз. | Такмичар         | Број бодова |
| ---- | ---------------- | ----------- |
| 1.   | Тед Лигети       | 560         |
| 2.   | Марсел Хиршер    | 560         |
| 3.   | Алекси Пентиро   | 458         |
| 4.   | Тома Фанара      | 278         |
| 4.   | Феликс Нојројтер | 263         |

| Поз. | Такмичар            | Број бодова |
| ---- | ------------------- | ----------- |
| 1.   | Марсел Хиршер       | 565         |
| 2.   | Феликс Нојројтер    | 550         |
| 3.   | Хенрик Кристоферсен | 454         |
| 4.   | Патрик Талер        | 351         |
| 5.   | Матијас Харгин      | 349         |

| Поз. | Такмичар             | Број бодова |
| ---- | -------------------- | ----------- |
| 1.   | Тед Лигети           | 180         |
| 1.   | Алекси Пентиро       | 180         |
| 3.   | Тома Мермијо Блонден | 90          |
| 4.   | Сандро Вилета        | 86          |
| 5.   | Натко Зрнчић-Дим     | 70          |

## Поредак – жене
| Поз. | Такмичарка      | Број бодова |
| ---- | --------------- | ----------- |
| 1.   | Ана Фенингер    | 1371        |
| 2.   | Марија Хефл-Риш | 1180        |
| 3.   | Лара Гут        | 1101        |
| 4.   | Тина Мазе       | 964         |
| 5.   | Тина Вајратер   | 943         |

| Поз. | Такмичарка                   | Број бодова |
| ---- | ---------------------------- | ----------- |
| 1.   | Марија Хефл-Риш              | 504         |
| 2.   | Ана Фенингер                 | 464         |
| 3.   | Тина Мазе                    | 409         |
| 4.   | Тина Вајратер                | 400         |
| 5.   | Маријане Кауфман Абдерхалден | 389         |

| Поз. | Такмичарка      | Број бодова |
| ---- | --------------- | ----------- |
| 1.   | Лара Гут        | 448         |
| 2.   | Ана Фенингер    | 357         |
| 3.   | Тина Вајратер   | 310         |
| 4.   | Елизабет Гергл  | 240         |
| 5.   | Марија Хефл-Риш | 216         |

| Поз. | Такмичарка              | Број бодова |
| ---- | ----------------------- | ----------- |
| 1.   | Ана Фенингер            | 518         |
| 2.   | Јесика Линдел Викарби   | 492         |
| 3.   | Марија Пијетиле Холмнер | 339         |
| 4.   | Лара Гут                | 285         |
| 5.   | Катрин Цетел            | 284         |

| Поз. | Такмичарка              | Број бодова |
| ---- | ----------------------- | ----------- |
| 1.   | Микејла Шифрин          | 638         |
| 2.   | Фрида Хансдотер         | 488         |
| 3.   | Марлис Шилд             | 385         |
| 4.   | Марија Пијетиле Холмнер | 308         |
| 5.   | Марија Хефл-Риш         | 234         |

| Поз. | Такмичарка        | Број бодова |
| ---- | ----------------- | ----------- |
| 1.   | Мари-Мишел Гањо   | 100         |
| 2.   | Михаела Кирхгасер | 80          |
| 3.   | Марија Хефл-Риш   | 60          |
| 4.   | Никол Хосп        | 50          |
| 5.   | Сара Хектор       | 45          |

## Поредак – Куп нација
| Поз. | Држава     | Број бодова |
| ---- | ---------- | ----------- |
| 1.   | Аустрија   | 11489       |
| 2.   | Швајцарска | 5773        |
| 3.   | Италија    | 5335        |
| 4.   | Француска  | 4825        |
| 5.   | САД        | 4801        |

| Поз. | Држава    | Број бодова |
| ---- | --------- | ----------- |
| 1.   | Аустрија  | 5393        |
| 2.   | Француска | 3689        |
| 3.   | Италија   | 3253        |
| 4.   | Норвешка  | 2955        |
| 5.   | САД       | 2780        |

| Поз. | Држава     | Број бодова |
| ---- | ---------- | ----------- |
| 1.   | Аустрија   | 6096        |
| 2.   | Швајцарска | 3356        |
| 3.   | Шведска    | 2938        |
| 4.   | Италија    | 2082        |
| 5.   | Немачка    | 2029        |